# كجور
كجور هي مدينة في مقاطعة نوشهر، إيران. عدد سكان هذه المدينة هو 3,120 في سنة 2016.